# Losing It
Losing It è una canzone del disc jockey australiano Fisher pubblicata come singolo il 13 luglio 2018 da Catch & Release e da Astralwerks. È stato candidato come migliore registrazione dance ai 61esimi Grammy Awards nel febbraio 2019.

## Successo commerciale
Dopo che Fisher eseguì la traccia durante il set al Coachella Valley Music and Arts Festival nel 2017, la canzone è divenuta virale e Fisher ha pubblicato la traccia nel luglio 2018. Il singolo ha raggiunto la vetta nelle classifiche Australian Club Tracks e US Dance Club Songs. In Italia è divenuta disco di platino nell'agosto 2020.

## Tracce
Download digitale
Musiche di Fisher.
1. Losing It – 4:08
2. Losing It (radio edit) – 2:43
3. Losing It (original mix) – 6:40

## Classifiche

### Classifiche settimanali
| Classifica (2018-19)           | Posizione massima |
| ------------------------------ | ----------------- |
| Australia                      | 35                |
| Australia (Club Tracks)        | 1                 |
| Belgio (Fiandre)               | 26                |
| Irlanda                        | 60                |
| Nuova Zelanda                  | 17                |
| Regno Unito                    | 60                |
| Scozia                         | 42                |
| Stati Uniti (Dance Club)       | 1                 |
| Stati Uniti (Dance/Electronic) | 22                |
| Ungheria                       | 13                |
| Ungheria (Dance)               | 4                 |

### Classifiche di fine anno
| Classifica (2018)              | Posizione |
| ------------------------------ | --------- |
| Ungheria (Dance)               | 56        |
| Classifica (2019)              | Posizione |
| Australia                      | 31        |
| Ungheria (Dance)               | 7         |
| Stati Uniti (Dance Club)       | 18        |
| Stati Uniti (Electronic/Dance) | 90        |

## Premi
Grammy Awards
- 2019 – Candidatura alla Miglior registrazione dance

International Dance Music Awards
- 2019 – Canzone elettronica dell'anno[29][30]